# Portada/efemèride setembre 6
« 5 de setembre · 6 de setembre · 7 de setembre »